# Pungräka
Pungräka (Mysis relicta) är en art i gruppen pungräkor. Arten finns i många svenska och nordeuropeiska insjöar samt i Östersjön.  Den blir bara ca 20 mm lång.